# 1870
1870 (MDCCCLXX) var ett normalår som började en lördag i den gregorianska kalendern och ett normalår som började en torsdag i den julianska kalendern.

## Händelser

### Januari
- 26 januari – Virginia återuppgår i USA.[1]

### Februari
- 3 februari – Det 15:e tillägget till USA:s konstitution ger svarta rösträtt.
- 12 februari – Kvinnor får rösträtt i Utahterritoriet, USA.
- 17 februari – I England i Storbritannien införs allmän skolgång med statliga bidrag för barnen i åldern 5-10 år. De är primärskolor och vid sidan om privatskolorna i ett parallellskolsystem [2].
- 23 februari – Mississippi återinträder i den amerikanska unionen.[3]

### Mars
- 5 mars – England och Skottland spelar 1-1 på Kennington Oval i London, i den första fotbollslandskampen någonsin. Arrangör är Football Association.
- 30 mars – Texas återinträder i USA.[4]

### April
- 22 april – Överståthållarämbetet utfärdar tillstånd för den till Sverige invandrade polacken Henryk Bukowski att driva konst- och antikvitetshandel (nuvarande Bukowskis Auktioner).
- 29 april – Den oberoende liberala morgontidningen Sydsvenska Dagbladet Snällposten grundas av Lundahistorikerna Claes Theodor Odhner och Martin Weibull. Ledande gestalt i tidningen blir Carl Herslow.

### Maj
- 2 maj – Prince Rupert's Land byter namn till "Northwest Territories".[5]

### Juni
- 3 juni – Louis De Geer d.ä. avgår som svensk justitieminister och efterträds av Axel Gustaf Adlercreutz. Skalden Gunnar Wennerberg blir ecklesiastikminister.
- 17–18 juni – Amerikanska soldater landstiger i Mexiko och förstör piratskeppet Forward, som gått på grund omkring 40 engelska mil uppför Tecapánfloden [6].
- 28 juni – Julen blir federal helgdag i USA.[7]
- Juni – Tientsinmassakern äger rum i staden Tientsin i Kina.

### Juli
- 15 juli – Manitoba blir en provins i Kanada.[8]
- 18 juli – Första Vatikankonciliet antar konstitutionen Pastor Aeternus som innehåller ofelbarhetsdogmen.

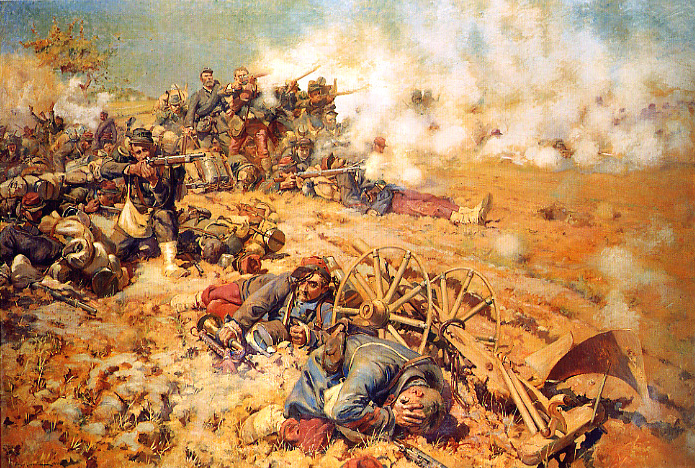
Krig: Frankrike mot Preussen.

- 19 juli – Frankrike förklarar krig mot Preussen; fransk-tyska kriget är ett faktum.

### September
- 1 september
  - Första Vatikankonciliet avbryts.
  - I slaget vid Sedan inringas de franska trupperna av den tyska armén, och kejsare Napoleon III tas till fånga.
- 4 september – Tredje franska republiken utropas, vilket innebär att den av tyskarna tillfångatagna kejsare Napoleon III avsätts.
- 21 september – Amerikanska soldater landstiger i Hawaii och hissar USA:s flagga på halv stång då drottning Kalama avlidit, och amerikanska konsuln i Honolulu inte skulle ansvara för detta.[6]

### Oktober
- 2 oktober – En folkomröstning i Rom säger med 133 681 röster mot 1 507 för att uppgå i Italien.

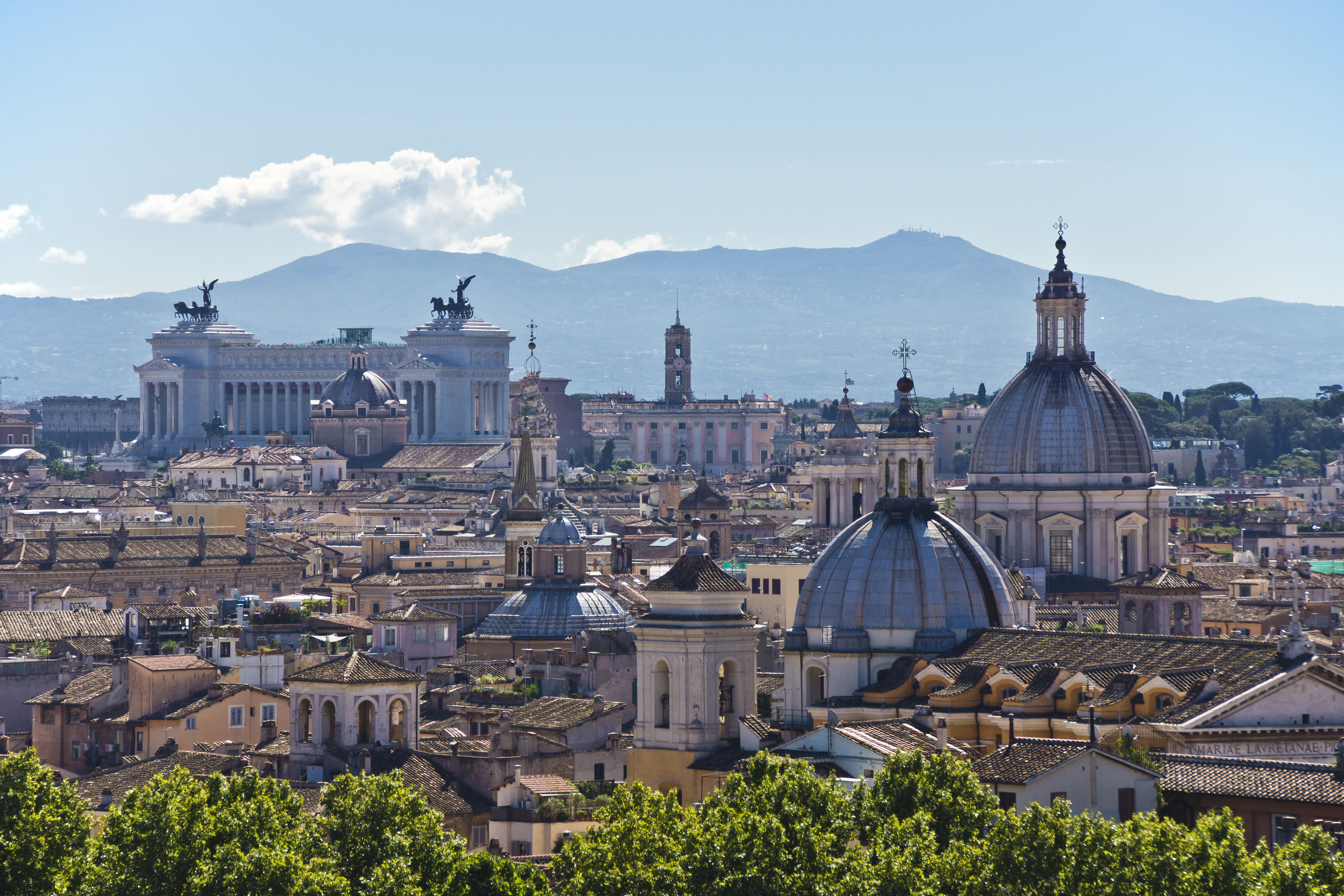
Rom Italiens huvudstad.

- 6 oktober – Rom blir huvudstad i det enade Italien.
- 8 oktober – Léon Gambetta sticker i väg från det belägrade Paris i en luftballong.
- 17 oktober – Kyrkostaten uppgår i Italien.[9]

### November
- 8 november – Nystartade Weather Bureau gör sin första officiella väderprognos: "High winds at Chicago and Milwaukee... and along the Lakes" ("Kraftiga vindar vid Chicago och Milwaukee... och längsmed sjöarna").[10]
- 16 november – Spaniens Cortes Generales förklarar Amadeo de Saboya som kung Amadeus I av Spanien.
- 29 november – Vid Ersta diakonianstalt i Sverige börjar man att varje söndag i advent tända sju ljus i en julgran.

### December
- 30 december – Spaniens premiärminister Juan Prim avlider efter att ha blivit skjuten tre dagar tidigare.

### Okänt datum
- I USA utexamineras 2 % av 17-åringarna från high school.
- Svenska kvinnor erhåller rätt att erlägga studentexamen som privatister och att studera medicin vid universiteten.
- Icke-protestantiska trosbekännare får tillträde till de flesta offentliga ämbeten och riksdagen i Sverige. Därmed har judarna fått alla dåvarande medborgerliga rättigheter. Ett undantag är, att man måste tillhöra Svenska kyrkan, för att få vara regeringsledamot.
- En ekonomisk kris utbryter i Sverige. Svenska staten tvingas rädda bankväsendet genom lån. Stockholms finansiella värld drabbas hårdast av krisen. Göteborg kommer lindrigare undan, varför uttrycket "Det rika Göteborg" myntas.
- Den sista resan med seglande svenska postbåtar över Ålands hav genomförs.
- Kaféet Bräutigams öppnas i Göteborg, Sverige.[11]

## Födda

### Första kvartalet

#### Januari
- 2 januari – Ernst Barlach, tysk skulptör. (död 1938)
- 8 januari – Miguel Primo de Rivera, spansk general och politiker. (död 1930)
- 23 januari – Sven Olsson i Labbemåla, svensk lantbrukare och politiker (folkpartist). (död 1940)
- 25 januari – Helge von Koch, svensk matematiker. (död 1924)

#### Februari
- 2 februari – Julia Svedelius, svensk författare. (död 1955)
- 5 februari – Alfred E. Reames, amerikansk demokratisk politiker, senator 1938. (död 1943)
- 6 februari – James Braid, skotsk professionell golfspelare. (död 1950)
- 10 februari
  - Alessandro Bonci, italiensk operasångare. (död 1940)
  - Frank L. Greene, amerikansk republikansk politiker, senator 1923–1930. (död 1930)
- 12 februari – Hugo Stinnes, tysk industrialist och politiker. (död 1924)
- 13 februari – Leopold Godovskij, polsk-amerikansk pianist. (död 1938)
- 15 februari – Cut Nyak Meutia, indonesisk nationalhjältinna. (död 1910)
- 21 februari – William Larrabee, amerikansk demokratisk politiker, kongressledamot 1931–1943. (död 1960)
- 23 februari – Oscar Johanson, svensk lantbrukare, arbetare och politiker (lantmanna- och borgarepartiet, senare folkpartist). (död 1940)

#### Mars
- 10 mars – William E. Crow, amerikansk republikansk politiker, senator 1921–1922. (död 1922)
- 12 mars – Martin Ekenberg, svensk ingenjör, uppfinnare av den första brevbomben. (död 1910)
- 21 mars – Allan Serlachius, finländsk jurist och politiker. (död 1935)
- 31 mars – James M. Cox, amerikansk demokratisk politiker och publicist. (död 1957)

### Andra kvartalet

#### April
- 3 april – Agda Östlund, svensk sömmerska, riksdagsledamot, ordf i Stockholms allmänna kvinnoklubb. (död 1942)
- 11 april – Bruno Aspelin, finländsk artist och vissångare. (död 1941)
- 17 april – Lars Israel Wahlman, svensk arkitekt. (död 1952)
- 20 april – Angus Wilton McLean, amerikansk demokratisk politiker, guvernör i North Carolina 1925–1929. (död 1935)
- 22 april – Vladimir Lenin, rysk politiker och marxistisk teoretiker. (död 1924)
- 30 april
  - Franz Lehár, ungersk kompositör. (död 1948)
  - Maria Sandel, svensk författare. (död 1927)

#### Maj
- 9 maj – Harry Vardon, brittisk golfspelare. (död 1937)
- 11 maj – Otto von Friesen, svensk runolog, professor i svenska språket och ledamot i Svenska Akademien. (död 1942)
- 19 maj
  - Albert Fish, amerikansk seriemördare, pedofil och kannibal. (död 1936)
  - Reginald Lee, brittisk besättningsman ombord på Titanic. (död 1913)
- 24 maj – Gunnar Klintberg, svensk skådespelare, regissör och manusförfattare. (död 1936)

#### Juni
- 4 juni – Elisabeth Hesselblad, svensk birgittinnunna; helgonförklarad. (död 1957)

### Tredje kvartalet

#### Juli
- 1 juli – Susanna Hanan, nyzeeländsk guvernant, sångerska och samhällsarbetare. (död 1970)

#### Augusti
- 7 augusti – Gustav Krupp von Bohlen und Halbach, tysk industriman. (död 1950)
- 10 augusti – Lars Sonck, finländsk arkitekt. (död 1956)
- 12 augusti – Hubert Gough, brittisk militär. (död 1963)
- 14 augusti – Junius Marion Futrell, amerikansk demokratisk politiker och jurist. (död 1955)
- 21 augusti – Carl Apolloff, svensk skådespelare. (död 1967)
- 27 augusti – Peter Norbeck, amerikansk republikansk politiker, senator 1921–1936. (död 1936)
- 31 augusti – Maria Montessori, italiensk framstående pedagog, grundade Montessoripedagogiken. (död 1952)

#### September
- 2 september – Luise av Österrike-Toscana, prinsessa av Sachsen 1891–1903. (död 1947)
- 9 september – Jakob Kukk, estländsk biskop. (död 1933)
- 26 september – Kristian X, kung av Danmark 1912–1947 och av Island 1918–1944. (död 1947)

### Fjärde kvartalet

#### Oktober
- 2 oktober – Hilma Svedal, svensk guldgrävare och skapare av turistmålet Alaska. (död 1965)
- 8 oktober – Louis Vierne, fransk organist och kompositör. (död 1937)
- 13 oktober – Ben W. Hooper, amerikansk republikansk politiker, guvernör i Tennessee 1911–1915. (död 1957)

#### November
- 9 november – Magnus Enckell, finländsk konstnär. (död 1925)
- 21 november – Sigfrid Edström, svensk industriman, SAF-ordförande. (död 1965)
- 25 november – Johan Johanson i Tväråselet, svensk hemmansägare och centerpolitiker. (död 1949)

#### December
- 9 december – William P. Pollock, amerikansk demokratisk politiker, senator 1918–1919. (död 1922)
- 10 december – Adolf Loos, österrikisk arkitekt och kulturkritiker. (död 1933)
- 14 december
  - Dirk Jan de Geer, nederländsk konservativ politiker, premiärminister 1926–1929 och 1939–1940. (död 1960)
  - Karl Renner, österrikisk socialdemokratisk politiker, förbundspresident 1945–1950. (död 1950)
- 15 december – Josef Hoffmann, österrikisk arkitekt. (död 1956)

## Avlidna

### Första kvartalet

#### Januari
- 14 januari – John S. Barry, 67, amerikansk demokratisk politiker, guvernör i Michigan 1842–1846 och 1850–1852.
- 19 januari – James S. Green, 52, amerikansk demokratisk politiker och diplomat, senator 1857–1861.
- 21 januari – Aleksandr Herzen, 57, rysk författare.
- 26 januari – Cesare Pugni, 67, italiensk tonsättare.

#### Februari
- 10 februari – Mats Olof Andersson, 71, svensk konstnär.

#### Mars
- 17 mars – Karl Friedrich Neumann, 76, tysk orientalist och historiker.
- 26 mars – Pierre Soulé, 68, fransk-amerikansk diplomat och politiker.
- 28 mars – George Henry Thomas, 53, amerikansk militär.
- 29 mars – Paul-Émile Botta, 67, fransk-italiensk arkeolog.
- 30 mars – Charles de Groux, 44, belgisk målare.
- 31 mars – William V. Brady, 58, amerikansk politiker, borgmästare i New York 1847–1848.

### Andra kvartalet

#### April
- 15 april – Emma Willard, 83, amerikansk skolpionjär.
- 20 april – William Beal, 54, brittisk religiös författare.

#### Maj
- 9 maj – Lawrence Brainerd, 76, amerikansk abolitionist, affärsman och politiker, senator 1854–1855.
- 10 maj – Robert Wilson, 66, amerikansk politiker, senator 1862–1863.
- 25 maj – Richard Stockton Field, 66, amerikansk politiker, senator 1862–1863.

#### Juni
- 6 juni – Ferdinand von Wrangel, 73, rysk friherre, amiral och sjöfarande.
- 9 juni – Charles Dickens, 58, brittisk författare.
- 18 juni – Nils Haqvin Selander, 66, svensk astronom och riksdagsman.
- 20 juni – Jules Huot de Goncourt, 39, fransk skriftställare.
- 26 juni
  - James Syme, 70, skotsk kirurg.
  - Armand Barbès, 60, fransk politiker.
- 28 juni – Henrik Reuterdahl, 74, svensk ärkebiskop sedan 1856.

### Tredje kvartalet

#### Juli
- 13 juli – Clelia Barbieri, 23, italienskt helgon.

#### Augusti
- 21 augusti – Gustav Struve, 64, tysk politiker.

#### September
- 2 september – Arthur Saint-Léon, 48, fransk balettdansör och koreograf.
- 7 september – Cowper Phipps Coles, 51, brittisk militär och uppfinnare.
- 8 september – Nils Ericson, svensk friherre och ingenjör.

### Fjärde kvartalet

#### Oktober
- 12 oktober – Robert E. Lee, 63, amerikansk militär.
- 24 oktober – Antonio María Claret, 62, spansk (katalansk) ärkebiskop i Romersk-katolska kyrkan, ordensgrundare och missionär, helgon.
- 26 oktober – Andreas Aagesen, 53, dansk rättslärd.

#### November
- 23 november
  - Giuseppina Bozzachi, 17, italiensk ballerina.
  - John Hopkins Clarke, 81, amerikansk politiker (whig), senator 1847–1853.
- 28 november – Frédéric Bazille, 28, fransk målare, tidig impressionist.

#### December
- 5 december – Alexandre Dumas den äldre, 68, fransk författare.
- 6 december – Bedford Brown, 75, amerikansk politiker, senator 1829–1840.
- 17 december – Saverio Mercadante, 75, italiensk kompositör.
- 28 december – Wilson Lumpkin, 87, amerikansk politiker, guvernör i Georgia 1831–1835, senator 1837–1841.

#### Okänt datum
- Anna Greta Matsdotter, samisk nåjd.

### Fotnoter
1. ↑  ”World Statesmen (läst 3 april 2011)”. http://www.worldstatesmen.org/US_states_V-W.html#Virginia.
2. ↑  ”Skolans historia, Sverige   (UTF-8)”. http://www.hhogman.se/skolhistoria.htm.
3. ↑  ”World Statesmen (läst 3 april 2011)”. http://www.worldstatesmen.org/US_states_F-K.html#Mississippi.
4. ↑  ”World Statesmen (läst 3 april 2011)”. http://www.worldstatesmen.org/US_states_S-U.html#Texas.
5. ↑  ”World Statesmen (läst 3 april 2011)”. http://www.worldstatesmen.org/Canada_Provinces_A-O.html#Northwest.
6. 1 2  ”USA:s militära insatser i utlandet 1798-2004”. Arkiverad från originalet den 9 december 2013. https://web.archive.org/web/20131209174005/http://www.history.navy.mil/library/online/forces.htm. Läst 30 januari 2011.
7. ↑  Olivia B. Waxman (23 december 2016). ”The Surprising Story of Christmas in the United States” (på engelska). Time. http://time.com/4608452/christmas-america-national-holiday/. Läst 15 januari 2018.
8. ↑  ”World Statesmen (läst 3 april 2011)”. http://www.worldstatesmen.org/Canada_Provinces_A-O.html#Manitoba.
9. ↑  ”World Statesmen”. http://www.worldstatesmen.org/Vatican.html.
10. ↑  ”National Weather Service - 8 november 1870”. http://www.crh.noaa.gov/dtx/november_8th_1870.php.
11. ↑  ”Bräutigams”. Arkiverad från originalet den 11 augusti 2010. https://web.archive.org/web/20100811043950/http://www.brautigams.se/index.php?pageId=5.